# Hrvatski standardi financijskog izvještavanja
Hrvatski standardi financijskog izvještavanja (HSFI) temelj su za sastavljanje i objavu financijskih izvještaja malih i srednjih poduzetnika u Republici Hrvatskoj. Nakon što su dugo vremena svi poduzetnici u Republici Hrvatskoj sastavljali i objavljivali financijske izvještaje sukladno Međunarodnim standardima financijskog izvještavanja (MSFI), 2008. godine objavljeni su i nakon toga krenuli u primjenu Hrvatski standardi financijskog izvještavanja s ciljem pojednostavljenja procesa sastavljanje i objave financijskih izvještaja malim poduzetnicima te smanjenja troškova. Hrvatski standardi financijskog izvještavanja utemeljeni su u Međunarodnim standardima financijskog izvještavanja te u osnovi, uz manje razlike, predstavljaju njihovu pojednostavljenu verziju.

## Opća obilježja i svrha
Hrvatski standardi financijskog izvještavanja su računovodstvena načela i pravila koja primjenjuje računovodstvena struka, a koristi se kod sastavljanja i prezentiranja financijskih izvještaja. U Hrvatskim standardima financijskog izvještavanja naznačene su temeljne koncepcije na kojima počiva sastavljanje i prezentiranje financijskih izvještaja. Svrha standarda je:
- propisati osnovu za sastavljanje i prezentaciju financijskih izvještaja;
- pomoć revizorima u formiranju mišljenja jesu li financijski izvještaji u skladu s Hrvatskim standardima financijskog izvještavanja;
- pomoć korisnicima financijskih izvještaja pri tumačenju podataka i informacija koje su sadržane u financijskim izvještajima.

Hrvatskim standardima financijskog izvještavanja regulira se tematika u vezi s financijskim izvještajima, u prvom redu, namijenjenih vanjskim korisnicima. Oni sadrže zahtjeve priznavanja, mjerenja, procjenjivanja, prezentiranja i objavljivanja transakcija i događaja (imovine, obveza, kapitala, prihoda, rashoda, dobiti i gubitku, promjena u kapitalu i novčanom toku) važnih za financijske izvještaje opće namjene. 
Hrvatski standardi financijskog izvještavanja su jednostavni, malog su opsega te teoretski i stručno zadovoljavaju kriterije suvremenog financijskog računovodstva. Utemeljeni su u odrednicama Međunarodnih standarda financijskog izvještavanja, IV. i VII. Direktivi Europske unije i te domaćoj računovodstvenoj teoriji i praksi. 

## Donošenje i objava
Odbor za standarde financijskog izvještavanja je stručno tijelo od devet članova s petogodišnjim mandatima koje na prijedlog Ministra financija imenuje i razrješava Vlada Republike Hrvatske, osnovan na temelju Zakona o računovodstvu. Njegova je primarna uloga prevođenje Međunarodnih standarda financijskog izvještavanja te donošenje, objava i tumačenje Hrvatskih standarda financijskog izvještavanja.
Odlukom Odbora za standarde financijskog izvještavanja prva objava standarda izvršena je u Narodnim Novinama br. 30 od 12. ožujka 2008. godine. Standardima je propisana primjena za razdoblje od 01. siječnja 2008. godine.

## Objavljeni HSFI
Trenutno je aktualno 17 standarda:
| standard | Puni naziv                                                             |
| -------- | ---------------------------------------------------------------------- |
| HSFI 1   | Financijski izvještaji                                                 |
| HSFI 2   | Konsolidirani financijski izvještaji                                   |
| HSFI 3   | Računovodstvene politike, promjene računovodstvenih procjena, pogreške |
| HSFI 4   | Događaji nakon datuma bilance                                          |
| HSFI 5   | Dugotrajna nematerijalna imovina                                       |
| HSFI 6   | Dugotrajna materijalna imovina                                         |
| HSFI 7   | Ulaganja u nekretnine                                                  |
| HSFI 8   | Dugotrajna imovina namijenjena prodaji i prestanak poslovanja          |
| HSFI 9   | Financijska imovina                                                    |
| HSFI 10  | Zalihe                                                                 |
| HSFI 11  | Potraživanja                                                           |
| HSFI 12  | Kapital                                                                |
| HSFI 13  | Obveze                                                                 |
| HSFI 14  | Vremenska razgraničenja                                                |
| HSFI 15  | Prihodi                                                                |
| HSFI 16  | Rashodi                                                                |
| HSFI 17  | Poljoprivreda                                                          |

## Obveznici primjene
Obveznici primjene su mali poduzetnici, odnosno kompanije koje zadovoljvaju sve sljedeće kriterije:
- kompanije čije dionice ne kotiraju na burzi
- nisu financijske institucije
- ne sastavljaju konsolidirana financijska izvješća
- ne zadovoljavaju 2 ili 3 od 3 kriterija vezanih za visinu aktive (više od 150 milijuna kuna), prihoda (više od 300 milijuna kuna) i prosječan broj zaposlenika (više od 250 zaposlenika) potrebnih za klasifikaciju u skupinu velikih poduzetnika sukladno Zakonu o računovodstvu.